# 2016년 2월
| 2016년: 1월 · 2월 · 3월 · 4월 · 5월 · 6월 · 7월 · 8월 · 9월 · 10월 · 11월 · 12월 |

| <          | 2016년 2월   | 2016년 2월 | 2016년 2월 | 2016년 2월 | 2016년 2월 | >          |
| 일         | 월           | 화         | 수         | 목         | 금         | 토         |
|            | 1 12.23 계축 | 2 24 갑인  | 3 25 을묘  | 4 26 병진  | 5 27 정사  | 6 28 무오  |
| 7 29 기미  | 8 1.1 경신   | 9 2 신유   | 10 3 임술  | 11 4 계해  | 12 5 갑자  | 13 6 을축  |
| 14 7 병인  | 15 8 정묘    | 16 9 무진  | 17 10 기사 | 18 11 경오 | 19 12 신미 | 20 13 임신 |
| 21 14 계유 | 22 15 갑술   | 23 16 을해 | 24 17 병자 | 25 18 정축 | 26 19 무인 | 27 20 기묘 |
| 28 21 경진 | 29 22 신사   |            |            |            |            |            |

| - 2월 19일 - 움베르토 에코 편집하기 |

## 2016년2월 29일(월요일)
정치
- 테러방지법 반대 필리버스터 - 7일 경과.
  - 새누리당 김무성 대표를 비롯한 소속의원들이 국회 로덴다홀 계단에서 테러방지법 저지를 위한 야당의 필리버스터 중단과 함께 "국회정상화에 동참하라"는 구호를 외치며 피켓 시위가 있었다.

국제
- 제88회 아카데미상에서 《스포트라이트》가 작품상, 알레한드로 곤살레스 이냐리투가 감독상, 레오나르도 디카프리오가 남우주연상, 브리 라슨이 여우주연상을 수상하였으며, 《매드 맥스: 분노의 도로》는 최다 수상인 6개 부문에서 수상했다.

## 2016년2월 28일(일요일)
정치
- 테러방지법 반대 필리버스터 - 6일 경과.
  - 필리버스터 시간이 115시간을 돌파하면서 세계에서 가장 긴 필리버스터로 기록되었다.

사회
- 김포공항에서 경비행기가 추락해 탑승객 2명이 사망하였다.

## 2016년2월 27일(토요일)
정치
- 4차 민중총궐기 시위 개최
- 테러방지법 반대 필리버스터 - 5일 경과.
  - 정청래 의원이 10시간 20분을 넘겨 대한민국 국회 최장 연설 기록을 경신함

사회
- 수인선 송도역 ~ 인천역 구간이 개통되었다.

국제
- 아일랜드 총선에서 집권 연정 과반이 붕괴되어 패배되었다.
- 시리아 곳곳에서 폭탄 테러와 포탄 공격이 발생해 시민 10명이 사망하였다.

## 2016년2월 26일(금요일)
정치
- 테러방지법 반대 필리버스터 - 4일 경과.
  - 강기정 의원이 '눈물'로 발언을 시작, '임을 위한 행진곡'으로 5시간 5분 간의 토론을 마무리했다.

국제
- 소말리아 모가디슈의 한 호텔에서 폭탄, 총격 테러가 발생해 22명이 사망하고 30여명이 부상을 입었다.

## 2016년2월 25일(목요일)
정치
- 테러방지법 반대 필리버스터 - 3일 경과.
  - 전날부터 이어지던 유승희 더불어민주당 의원의 발언이 마무리되고, 뒤이어 최민희 더불어민주당 의원, 김제남 정의당 의원, 신경민 더불어민주당 의원, 강기정 더불어민주당 의원 순으로 발언을 이어갔다.

## 2016년2월 24일(수요일)
정치
- 테러방지법 반대 필리버스터 - 2일 경과.
  - 김광진 더불어민주당 의원, 문병호 국민의당 의원, 은수미 더불어민주당 의원, 박원석 정의당 의원, 유승희 더불어민주당 의원 순으로 발언을 이어갔다.
  - 이날 김광진 의원은 5시간 34분간 발언을 하여, 1964년 김대중 의원의 본의회 내에서의 5시간 19분 발언을 경신했다. 뒤이어 은수미 의원도 10시간 18분간 발언을 이어가, 대한민국 최장 연설 기록을 세웠다.

사회
- 광화문광장에서 홀로그램 집회가 열리다.

## 2016년2월 23일(화요일)
정치
- 테러방지법 반대 필리버스터 - 1일 경과
  - 이날 19시부터 대한민국 국회의사당에서 박근혜 정부와 새누리당이 통과하고자 하는 테러방지법 제정에 반대하는 테러방지법 반대 필리버스터가 김광진 더불어민주당 의원을 시작으로 시작되었다.

## 2016년2월 22일(월요일)
사회
- 내부순환로 종암 ~ 성동구간이 보수공사를 위해 이날부터 전면 통제되었다.

## 2016년2월 21일(일요일)
스포츠
- 노르웨이 릴레함메르에서 열리고 있던 2016년 동계 청소년 올림픽이 9일간의 일정 끝에 폐회식으로 막을 내렸다.

## 2016년2월 20일(토요일)
정치
- 이기택 전 민주당 총재가 노환으로 별세하였다.

## 2016년2월 19일(금요일)
국제
- 이탈리아의 기호학자, 미학자, 소설가인 움베르트 에코가 세상을 떠났다.
- 앵무새 죽이기의 소설가 하퍼 리가 자택에서 세상을 떠났다.

## 2016년2월 17일(수요일)
국제
- 튀르키예 앙카라에서 테러가 발생하여 적어도 28명이 사망하였다.

## 2016년2월 13일(토요일)
국제
- 로마 가톨릭교회와 동방 정교회가 962년만에 처음으로 만나 기독교의 통합을 다짐하는 공동선언문을 발표하였다.

게임
- mica team이 소녀전선을 처음 시작했다

## 2016년2월 12일(금요일)
과학
- 레이저 간섭계 중력파 관측소 연구진은 지난 2015년 9월 14일 검출된 신호가 중력파임을 확정, 최초로 중력파 관측에 성공했음을 발표했다.

경제
- 대한민국 주식 시장인 코스닥 시장에서 코스닥 지수가 장중 8% 넘게 폭락해 11시 55분 서킷브레이커가 발동됐다.

스포츠
- 2016년 동계 청소년 올림픽이 노르웨이 릴레함메르에서 개막했다.

## 2016년2월 11일(목요일)
사회
- 대한민국이 조선민주주의인민공화국내에 있는 개성공단 가동을 중단하였다.

## 2016년2월 9일(화요일)
국제
- 독일 바이에른 주에서 통근열차가 정면 충돌 하여 10명이 사망, 150명이 부상을 입었다.

## 2016년2월 7일(일요일)
정치
- 조선민주주의 인민공화국이 위성 '"광명성 4호"를 가장한 4차 장거리 미사일 발사를 강행하였다.

## 2016년2월 6일(토요일)
사고
- 중화민국 타이난시에서 동남쪽으로 37km 떨어진 곳에 규모 6.4의 지진이 발생하였다.

## 2016년2월 5일(금요일)
사고
- 서울 노량진 수산시장에 화재가 발생하여 15분만에 진화되었고, 상인들이 긴급대피하였다.
- 중부내륙고속도로 상주터널에 화재가 발생하였다.

## 2016년2월 4일(목요일)
사회
- 인천광역시에 세계 두 번째로 자기부상열차가 설치되었다.

## 2016년2월 3일(수요일)
사회
- 2015년 3월부터 장기 결석하던 여중생이 백골상태의 시신이 발견되었고, 아동 학대와 살인 혐의로 경찰이 목사와 계모를 긴급체포하였다.

## 2016년2월 2일(화요일)
사회
- 세계보건기구가 지카 바이러스가 남아메리카 등지에서 유행하는 것과 관련해 국제보건 비상사태를 선포했다.